# Liste der Naturdenkmale in Bernstadt a. d. Eigen
Die Liste der Naturdenkmale in Bernstadt auf dem Eigen umfasst Naturdenkmale der sächsischen Stadt Bernstadt a. d. Eigen.

## Definition
„Naturdenkmäler sind rechtsverbindlich festgesetzte Einzelschöpfungen der Natur oder entsprechende Flächen bis zu fünf Hektar, deren besonderer Schutz erforderlich ist
1. aus wissenschaftlichen, naturgeschichtlichen oder landeskundlichen Gründen oder
2. wegen ihrer Seltenheit, Eigenart oder Schönheit.“

„§ 18 – Naturdenkmäler – (zu § 28 BNatSchG)
(1) Die Erklärung nach § 22 Abs. 1 BNatSchG von Teilen von Natur und Landschaft als Naturdenkmal erfolgt durch Rechtsverordnung oder Einzelanordnung.
(2) Über § 28 Abs. 1 BNatSchG hinaus können Naturdenkmäler zur Sicherung von Lebensgemeinschaften oder Lebensstätten von im Bestand gefährdeten oder streng geschützten Arten festgesetzt werden.“

## Naturdenkmale
Diese Auflistung unterscheidet zwischen Flächennaturdenkmalen (FND) mit einer Fläche bis zu 5 ha (bei Verordnung nach DDR-Recht auch mehr) und Einzel-Naturdenkmalen (ND).
Link zu einem Kartenansichtstool, um Koordinaten zu setzen.
| Bild | Bezeichnung                                     | Lage                                           | Beschreibung                                         | Datum      | Nummer  |
| ---- | ----------------------------------------------- | ---------------------------------------------- | ---------------------------------------------------- | ---------- | ------- |
| BW   | Obstbaumallee als Brutplatz an den Lehdehäusern | Kemnitz (51° 4′ 50,1″ N, 14° 46′ 53,5″ O)      | FND (3,8 ha)                                         | 28.08.1980 | gr: 209 |
| BW   | Grenzgehölze „Am Russen“                        | Kemnitz (51° 2′ 51,8″ N, 14° 47′ 32,6″ O)      | FND (0,2 ha)                                         | 15.12.1983 | gr: 311 |
| BW   | Winter-Linde am Bergweg 7                       | Dittersbach (51° 0′ 51,4″ N, 14° 51′ 45,8″ O)  | ND                                                   |            |         |
| BW   | Loitsch-Busch                                   | Kemnitz (51° 4′ 39,2″ N, 14° 48′ 4,2″ O)       | FND (1,1 ha)                                         | 28.08.1980 | gr: 210 |
| BW   | Rosskastanie auf der Bismarckhöhe               | Bernstadt (51° 3′ 15,4″ N, 14° 49′ 43,2″ O)    | FND. 313,647 m²                                      | 26.05.1999 | gr: 748 |
| BW   | Winter-Linde am Benekes Teich                   | Dittersbach (51° 0′ 12,3″ N, 14° 52′ 0,4″ O)   | ND                                                   |            |         |
| BW   | Baumgruppe auf der Friedenshöhe                 | Altbernsdorf (51° 3′ 3,2″ N, 14° 49′ 44,8″ O)  | FND, 313,652 m²                                      | 26.05.1999 | gr: 753 |
| BW   | Rosskastanie bei den Russenhäusern 4            | Kemnitz (51° 3′ 14,1″ N, 14° 47′ 43,8″ O)      | ND                                                   |            |         |
| BW   | Stiel-Eiche am Kirchberg                        | Dittersbach (51° 1′ 3,3″ N, 14° 51′ 53,2″ O)   | ND                                                   |            |         |
| BW   | Brunnenwiese an der Buschschenke                | Kemnitz (51° 3′ 47,6″ N, 14° 45′ 27,4″ O)      | FND (0,3 ha)                                         | 28.08.1980 | gr: 200 |
| BW   | Neuer Teich                                     | Kemnitz (51° 4′ 8,5″ N, 14° 46′ 23,1″ O)       | FND (0,4 ha)                                         | 15.12.1983 | gr: 310 |
| BW   | Obstbaumallee als Brutplatz am Niederhofweg     | Kemnitz (51° 4′ 28,5″ N, 14° 48′ 22,4″ O)      | FND (4,4 ha)                                         | 28.08.1980 | gr: 208 |
| BW   | Stiel-Eiche an der Bautzener Straße             | Bernstadt (51° 3′ 6″ N, 14° 49′ 14,3″ O)       | ND                                                   |            |         |
| BW   | Kloß-Busch                                      | Kemnitz (51° 4′ 27″ N, 14° 46′ 51,6″ O)        | FND (0,4 ha)                                         | 15.12.1983 | gr: 309 |
| BW   | Stiel-Eiche an der Hauptstraße 14               | Kemnitz (51° 4′ 4,9″ N, 14° 46′ 41,5″ O)       | ND                                                   |            |         |
| BW   | Steinbruch auf dem Knorrberg                    | Dittersbach (51° 18′ 44,9″ N, 12° 24′ 48,7″ O) | Basaltkuppe mit aufgelassenem Steinbruch. 3148,32 m² | 27.02.2002 | gr: 864 |

## Ehemalige Naturdenkmale
Link zu einem Kartenansichtstool, um Koordinaten zu setzen.
| Bild | Bezeichnung                      | Lage                                           | Beschreibung      | Datum     | Nummer |
| ---- | -------------------------------- | ---------------------------------------------- | ----------------- | --------- | ------ |
| BW   | Ginkgo an der Töpfergasse        | Bernstadt (51° 2′ 49″ N, 14° 49′ 43,5″ O)      | ND                | 1999–2020 |        |
| BW   | Stiel-Eiche an der Hauptstraße   | Altbernsdorf (51° 2′ 58,5″ N, 14° 50′ 18,7″ O) | ND. 2018 gefällt. | 1999–2020 |        |
| BW   | Alberteiche am Kirchplatz        | Bernstadt (51° 2′ 50,5″ N, 14° 49′ 32″ O)      | ND                | 1999–2020 |        |
| BW   | Stiel-Eiche an der Dorfstraße 10 | Dittersbach (51° 1′ 25,7″ N, 14° 51′ 55,4″ O)  | ND                | 1999–2020 |        |